# Джайлз, Джонни
Майкл Джон Джайлз (англ. Michael John Giles; род. 6 ноября 1940, Дублин), более известный как Джонни Джайлз — ирландский футболист и футбольный тренер. В качестве игрока наиболее известен по своим выступлениям за английский клуб «Лидс Юнайтед» и национальную сборную Ирландии. В 2004 году был признан величайшим игроком в истории сборной Ирландии, а в 2006 году вошёл в состав символической команды лучших игроков «Лидс Юнайтед» за всю историю клуба.

## Ранние годы
Родился и вырос в Ормонд Скуэйр, рабочем пригороде Дублина. Там же он начал играть в футбол. Его отец, Кристи Джайлз, играл за дублинский «Богемианс», а в 1940-е годы был главным тренером клуба «Драмкондра». Джонни играл на молодёжном уровне за «Стелла Мэрис», а затем за «Хоум Фарм».

## Клубная карьера
Джайлза заметили дублинские скауты «Манчестер Юнайтед», и в 1956 году он перешёл в английский клуб всего за 10 фунтов стерлингов. Его дебют за команду Мэтта Басби состоялся 12 сентября 1959 года в матче против «Тоттенхэма». В том же году 18-летний Джайлз был приглашён в сборную Ирландии.
В «Манчестер Юнайтед» Джайлз играл в полузащите с такими игроками как Бобби Чарльтон, Джимми Николсон и Нобби Стайлз. В 1963 году выиграл с клубом Кубок Англии, обыграв в финальном матче «Лестер Сити».
Джайлз не всегда попадал в основной состав и попросил Мэтта Басби выставить себя на трансфер. Как утверждает сам Джайлз, Басби перестал доверять ему место в основе после провального матча с «Тоттенхэмом», где Джайлза полностью переиграли Дэнни Бланчфлауэр, Джон Уайт и Дейв Макай. В 1963 году он перешёл в «Лидс Юнайтед» за £33 000. Для «Лидса» это был крайне удачный трансфер, так как Джайлз вскоре стал одним из лучших центральных полузащитников в Англии. В свой первый сезон в новом клубе он помог «Лидсу» выиграть Второй дивизион. В 1965 году «Лидс» сражался за чемпионство и за победу в Кубке Англии, но упустил оба трофея: чемпионат выиграл «Манчестер Юнайтед», а Кубок Англии достался «Ливерпулю».
Джайлз сформировал мощную связку в центре поля с Билли Бремнером. Главный тренер «Лидса» Дон Реви строил игру команды вокруг этих игроков. Джайлз в большей степени создавал моменты для нападающих, а Бремнер занимался отбором мяча, хотя оба могли хорошо выполнять функции друг друга.
В сезоне 1967/68 «Лидс» выиграл Кубок Футбольной лиги и Кубок ярмарок. В следующем сезоне 1968/69 Джайлз помог своему клубу выиграть чемпионский титул, когда «Лидс» набрал рекордные на тот момент 67 очков в 42 матчах (при двух очках за победу). В 1970 году «Лидс» боролся за три трофея, но не выиграл ни одного: чемпионат выиграл «Эвертон», Кубок Англии достался «Челси», а из Кубка европейских чемпионов команду выбил «Селтик» в полуфинале.
В 1971 году «Лидс» вновь выиграл Кубок ярмарок, но упустил чемпионский титул «Арсеналу» в последнем туре. В 1972 году «Лидс» выиграл Кубок Англии, победив «Арсенал» в финальном матче на «Уэмбли», но в чемпионате вновь занял лишь второе место, уступив титул «Дерби Каунти». В 1973 году «Лидс» проиграл в финале Кубка Англии «Сандерленду», а в финале Кубка обладателей кубков уступил «Милану». В том же году карьеру завершил Джек Чарльтон, и Джайлз стал самым опытным игроком в составе «Лидса». Тогда же он стал совмещать свои выступления за клуб с должностью играющего тренера в сборной Ирландии.
В 1974 году, благодаря 29-матчевой беспроигрышной серии на старте сезона, «Лидс» выиграл чемпионский титул Первого дивизиона.
Когда Дон Реви покинул клуб, став главным тренером сборной Англии, он порекомендовал 34-летнего Джайлза на пост главного тренера «Лидса». Однако руководство клуба назначило главным тренером Брайана Клафа. Клаф не смог найти общий язык к игроками, и через 44 дня Клаф был уволен. Джайлз, однако, не получил пост главного тренера — он достался Джимми Армфилду — и продолжил выступать за «Лидс» в качестве футболиста.
Джайлз сыграл в финале Кубка европейских чемпионов 1975 года, в котором «Лидс» уступил «Баварии» со счётом 2:0. В июне 1975 года он принял предложение «Вест Бромвича» стать играющим тренером. Параллельно он был играющим тренером в сборной Ирландии. Всего за 15 лет в «Лидсе» Джайлз сыграл за клуб 521 матч и забил 115 голов.

## Личная жизнь
В 1966 году Джайлз женился на Энн, сестре футболиста Нобби Стайлза. У них четверо сыновей и две дочери. Двое сыновей, Майкл и Крис, играли за «Шемрок Роверс» (Майкл с 1981 по 1983 годы, а Крис с 1993 по 1995 годы). Отец Джонни Джайлза, Кристи Джайлз, играл за «Богемианс».
Джайлз создал некоммерческую организацию под названием «Фонд Джона Джайлза» (John Giles Foundation), целью которой является реализация программ по строительству спортивных сооружений для ирландских детей, а также пропаганда и содействие здоровому образу жизни среди молодёжи из Ирландии.

## Командные достижения
Манчестер Юнайтед
- Обладатель Кубка Англии: 1963

Лидс Юнайтед
- Чемпион Первого дивизиона (2): 1968/69, 1973/74
- Обладатель Кубка Англии: 1972
- Обладатель Кубка Футбольной лиги: 1968
- Обладатель Кубка ярмарок (2): 1968, 1971
- Победитель Второго дивизиона: 1963/64

Шемрок Роверс
- Обладатель Кубка Ирландии: 1978

## Личные достижения
- В 1998 году был включён в список 100 легенд Футбольной лиги.
- В 2004 году был включён в список юбилейных наград УЕФА как величайший игрок сборной Ирландии последних 50 лет.
- В 2010 году был включён в Зал славы английского футбола.